# Мануел
Мануе́л (порт. Manuél, МФА: [mɐ.nu.ˈɛɫ], [mɐ̃nʊˈɛɫ]) — чоловіче особове ім'я. Використовується переважно в країнах, що говорять португальською мовою (Португалія, Бразилія, Ангола тощо). Походить від єврейського імені Імануїл / Еммануїл (івр. עִמָּנוּאֵל, Immanu'el, «Бог з нами»). Згадується в Біблії як ім'я майбутнього Месії (Ісуса Христа). Завдяки християнству ім'я поширилося на теренах Римської й Візантійської імперій у формі «Мануел / Мануїл» (грец. Μανουήλ, Manoíl), а з XIII столітті — у країнах Піренейського півоствора. Інші форми — Мануїл (в східнохристиянській традиції), Мануель (в іспаномовних країнах), Емануель, Еммануїл, Іммануель, Іммануел, Імануїл тощо.

## Особи

### Королі
- Мануел I (1469—1521), король Португалії (1495—1521)
- Мануел II — король Португалії (1908—1910)

### Інфанти
- Жуан-Мануел (1537—1554), принц Португальський (1539—1554).

### Мануел Португальський
- Мануел I (1469—1521), король Португалії (1495—1521)
- Мануел II — король Португалії (1908—1910)
- Мануел (1531–1537), принц Португальський (1531–1537), помер дитиною
- Мануел (?—1521), помер немовлям

### Інші
- Мануел Курадо — португальський письменник
- Мануел Кінташ де Алмейда — президент Сан-Томе і Принсіпі (1995)
- Мануел Маркес ді Суза — бразильський полководець
- Мануел Пінту да Кошта — президент Сан-Томе і Принсіпі (1975—1991, 2011—2016)
- Мануел Сатурніно да Кошта — прем'єр-міністр Гвінеї-Бісау (1994—1997)
- Мануел Тейшейра Гоміш — португальський письменник
- Мануел Гоміш да Кошта — президент Португалії (1926)
- Мануел де Арріага — перший президент Португалії (1911—1915)
- Мануел да Нобрега — португальський єзуїт